# Joachim Paech
Joachim Paech (* 28. Februar 1942 in Berlin) ist ein deutscher Film- und Medienwissenschaftler. Mit seinen wissenschaftlichen Arbeiten gehört er zu den Pionieren einer an deutschen Universitäten institutionalisierten Medienwissenschaft.

## Leben
Joachim Paech studierte Theaterwissenschaft, Germanistik und Philosophie an der Freien Universität Berlin. 1974 wurde er mit der Arbeit Das Theater der russischen Revolution promoviert. Von 1975 bis 1988 war er Professor auf Zeit im Studiengang Medienwissenschaft an der Universität Osnabrück. Im Anschluss war er Gastprofessor an der Katholischen Universität Leuven (1988) sowie am Institut für Neuere Deutsche Literatur an der Albrecht Ludwigs-Universität Freiburg (1988/1989). Von 1989 bis zu seiner Pensionierung 2007 war er Professor für Medienwissenschaft an der Universität Konstanz und unterrichtete dort im neu eingerichteten Studiengang Kunst- und Medienwissenschaft.

## Werk
Seine Forschungsschwerpunkte sind die Theorie und Geschichte des Films, Intermedialität des Films, der Literatur und der traditionellen Künste. Er analysiert den Film im Kontext der Ästhetik der Moderne und interessiert sich für die wechselseitigen Beziehungen des Films zu den vorfilmischen Verfahrensweisen der traditionellen Künste. Filmisches Erzählen, die Narrativität des Films, lässt sich nach Paech nicht auf die Verfilmung literarischer Vorlagen reduzieren. Romane und Erzählungen des 19. Jahrhunderts (Poe, Dickens, E.T.A. Hoffmann, Flaubert, Zola,…) die von präfilmischen Montagetechniken geprägt sind, geben Modelle für die Erzählweise des Films ab und gehören daher zur literarischen Vorgeschichte der Filmkunst. Indem der frühe Film an die populären Schaustellungen des Theaters, die spektakulären Jahrmarkts- und Zauberkünste, anknüpfte und seine medienspezifischen Möglichkeiten der Montage verfeinerte, entwickelte es eine eigene filmische Schreibweise. Dabei spielten laut Paech kulturgeschichtliche, verkehrs- und kommunikationstechnische Entwicklungen, die neue Organisation der optischen Lebenswelt durch Großstadterfahrung, Panorama, Warenhaus, Fließband, Automobil und Eisenbahn eine ebenso wichtige Rolle wie die Genremischungen der literarischen Avantgarde, die vom Kino fasziniert war. Die Tendenz der Ökonomisierung des Films zu Beginn des 20. Jahrhunderts, die dann in der Erfolgsgeschichte Hollywoods mündet, führte nach Paech zum Wechsel vom diskontinuierlichen zum kontinuierlichen Erzählen. Paech unterscheidet zwischen Medium und Form. Da Medien sich nicht gegenseitig darstellen, nicht unmittelbar interagieren können, wird die ästhetische Form eines Mediums zum Medium der Form eines anderen Mediums. Beobachtbar sind nur die Formen, z. B. Roman und Spielfilm, in denen ein Medium erscheint. Filme können beispielsweise literarische Texte nie repräsentieren. Medien sind keine Behälter, die andere Medien aufnehmen. Das Kino ist das Medium, der Film die Form.

## Schriften (Auswahl)
- Das Theater der russischen Revolution. Theorie und Praxis des proletarisch-kulturrevolutionären Theaters in Russland 1917–1924. Scriptor-Verlag, Kronberg/Taunus 1974. (Dissertation)
- (als Hrsg.): Film und Fernsehsprache. Texte zur Entwicklung, Struktur und Analyse der Film- und Fernsehsprache. Diesterweg Verlag, Frankfurt am Main 1975; 1978; 1984.
- Schülerfernsehen. Metzler Verlag, Stuttgart 1977.
- (mit Anne Silberkuhl-Paech, als Hrsg.): Foto, Video und Film in der Schule. Didaktische und pädagogische Voraussetzungen, technische Grundlagen, Geräte, Arbeitspraxis, Organisation. Rowohlt, Reinbek bei Hamburg 1979.
- (mit Knut Hickethier, als Hrsg.): Modelle der Film- und Fernsehanalyse. Metzler Verlag, Stuttgart 1979.
- (als Hrsg.): Literatur und Film: Mephisto. Diesterweg Verlag, Frankfurt am Main 1984.
- (als Hrsg.): Methodenprobleme der Analyse verfilmter Literatur. Münster 1984; 2., revidierte Aufl. 1988.
- Passion oder: Die EinBILDungen des Jean-Luc Godard. Deutsches Filmmuseum, Frankfurt am Main 1989.[1]
- Literatur und Film. Metzler Verlag, Stuttgart 1988. 2. Auflage Stuttgart/Weimar 1997.
- (als Hrsg.): Film – Fernsehen – Video und die Künste. Strategien der Intermedialität. Metzler Verlag, Stuttgart/Weimar 1994.
- (mit Anne Paech): Menschen im Kino. Film und Literatur erzählen. Metzler Verlag, Stuttgart/Weimar 2000.
- Der Bewegung einer Linie folgen… Schriften zum Film. Vorwerk 8 Verlag, Berlin 2002. (Aufsatzsammlung)
- (mit Jens Schröter, als Hrsg.): Intermedialität, analog/digital. Theorien – Methoden – Analysen. Wilhelm Fink Verlag, München 2008.
- Warum Medien?. Universitätsverlag Konstanz, Konstanz 2008. (Abschiedsvorlesung an der Universität Konstanz vom 30. April 2007)
- (mit Dieter Mersch, als Hrsg.): Programm(e). Erstes Medienwissenschaftliches Symposion der DFG. diaphanes, Zürich/Berlin 2014.